# Avortements forcés à La Réunion
L'affaire des avortements forcés à La Réunion désigne les nombreuses femmes réunionnaises qui ont subi dans les années 1960 et 1970 des avortements et stérilisations, à leur insu, à la clinique orthopédique de Saint-Benoît, sur l'île de La Réunion, en France d'Outre-mer. Non seulement ces opérations étaient menées sans le consentement des femmes enceintes, mais, en outre, l'avortement étant encore interdit en France à cette époque, ces actes chirurgicaux étaient criminels.

## Révélation des faits
Des quotidiens locaux ont publié des articles sur l'important nombre d'avortements dans la clinique de Saint-Benoît dès le début de l'année 1969, et la presse nationale s'emparera du sujet en août 1970,,,,.
L’affaire est notamment révélée par le docteur Roger Serveaux en 1970. Ce médecin généraliste, président de la Croix-Rouge française locale, est appelé en urgence au chevet d'une jeune femme de dix-sept ans habitant le village de Trois-Bassins la nuit du 5 au 6 mars 1970,,,. La patiente présente une grave hémorragie après un avortement suivi d’un curetage mal fait. Le docteur Serveaux prévient la gendarmerie et porte plainte contre X,,. Le responsable de l'opération, le docteur Pillard, fait l'objet d'une commission rogatoire, ses patientes sont interrogées. L'enquête touche ensuite d'autres médecins.
La même année, de nombreux articles paraissent dans la presse locale et nationale, notamment « L'Île du docteur Moreau » dans L'Obs,. Grâce aux journalistes, on découvre que depuis 1966 des milliers d'avortements et de stérilisations sont pratiqués chaque année dans la clinique orthopédique du docteur David Moreau,, qui est également un notable de l'île. Ainsi, en un an, celle-ci a réalisé plusieurs milliers d'avortements, ce qui correspond à plus d'un sur quatre sur l'île,. Certaines de ces opérations ont aussi été effectuées alors que les femmes étaient enceintes de six à huit mois,. Après l'avortement, certaines femmes ont en outre été stérilisées dont nombre sans qu'elles en soient averties et donc sans leur consentement,,,. Les victimes de ce système sont souvent des femmes pauvres originaires de La Réunion,.
L'affaire des avortements forcés et stérilisations se double d'une affaire d'escroqueries et de fraude massive à la Sécurité sociale,,,. À l'époque des faits, l'avortement est un crime en France. Les médecins, ne pouvant pas déclarer des avortements ou des stérilisations, les faisaient passer pour des opérations chirurgicales autorisées (ablation de l'appendice par exemple) pour pouvoir se faire rembourser. D'autres médecins, commissionnés, envoyaient des patientes vers la clinique.
Des milliers de femmes sont victimes de ces opérations non consenties qui ont lieu depuis le début des années 1960,, ; pour la seule année 1969, le quotidien réunionnais Témoignages indique que la clinique de Saint-Benoît a effectué un peu plus d'un millier d'interventions en gynécologie, dont 844 avortements, certains souhaités tandis que d'autres non,. Seules 36 victimes portent plainte, les « trente courageuses »,. Selon l'article de L'Obs en 1970, « L'Île du docteur Moreau », nombre de plaintes ont concerné les stérilisations. À partir de 1971, un procès a lieu,. Le nombre total d'avortements et stérilisations n'est pas connu,.

## Procès
Après plusieurs mois d'enquête et d'instruction, le procès a lieu en février 1971 contre les médecins Ladjadj, Levy, Valentini, Leproux et Lehmann et l'infirmier Covindin. Trente femmes ont porté plaintes et viennent témoigner. Trois médecins et un infirmier sont poursuivis pour « manœuvres abortives ». « Le 3 février 1971, lors du procès en première instance, cinq soignants sont condamnés à des peines allant jusqu'à deux ans de prison ferme. Tous font appel ». Le procès en appel commence le « 23 février 1971, dans le tribunal correctionnel de Saint-Denis » : cinq soignants sont poursuivis pour les avortements illégaux, ainsi que le Dr Moreau en tant que propriétaire de la clinique. La presse métropolitaine assiste aussi au procès. Le verdict, prononcé le 5 mars 1971, condamne Ladjadj et Covindin à des peines de prison maximales de trois ans, une forte amende et une interdiction temporaire d'exercice,. Les autres médecins sont relaxés au bénéfice du doute. Le directeur de la clinique, le docteur David Moreau,, est considéré comme civilement responsable mais aucune peine n'est prononcée contre lui,. Les victimes ne reçoivent aucune réparation,, celles qui ont porté plainte sont même déboutées et doivent leurs frais de justice ; deux époux de plaignantes reçoivent une compensation pour la perte des fœtus portés par leurs épouses.
Dans une lettre au journal Le Monde, l'un des accusés affirme pour sa défense que « La sécurité sociale, le président du conseil général m’ont donné le feu vert pour les stérilisations ». Les médecins poursuivis ont commis ces actes « parce qu'ils se sont crus encouragés à le faire - c'est d'ailleurs ce qu'ils répètent à leur procès »,.
Les faits de stérilisations forcées n'ont pas été jugés, le tribunal se considérant incompétent sur cet aspect de l'affaire[réf. souhaitée]. Concernant les fraudes et la somme détournée par la clinique de Saint-Benoît, la Sécurité sociale n'a pas porté plainte,,.

## Contexte historique et politique

### Contexte en Outre-mer
Dans la première moitié du XXe siècle, La Réunion a un faible taux de natalité, un fort taux de mortalité et l'on considère qu'elle connaît plutôt des situations de sous-population.
Dans les années 1960, La Réunion compte 400 000 habitants ; il y a aussi beaucoup de pauvreté et d'analphabétisme, et l'île est vue comme surpeuplée,,, avec une population qui augmente rapidement,. L'Occident de l'époque considère avec intérêt le malthusianisme, notamment pour les pays considérés comme sous-développés et certaines populations. L’État français organise avec Michel Debré,, député réunionnais depuis 1963, le déplacement d'enfants réunionnais vers la Creuse et d'autres départements de la métropole française, de 1963 à 1982,,,,,,. Par ailleurs, les discours concernant la natalité, la contraception et l'avortement sont très différents entre la métropole où ils soutiennent une forte natalité et La Réunion où ils incitent à une faible natalité,,.
Selon la politologue Françoise Vergès, à cette époque, « en Outre-mer, des campagnes massives pour le contrôle des naissances et la contraception sont organisées par les pouvoirs publics ». Le député Michel Debré met en place une politique de limitation des naissances. Des tracts et des affiches annoncent « Un enfant ça va, deux ça va encore, trois : assez ça suffit ! », « Maman 2 ça suffit », et une autre affiche présente des têtes d'enfants confinés dans une boîte de sardines Robert, connues à la Réunion,,. Les médecins envoyés depuis la métropole se sont donc sentis légitimés pour les avortements et stérilisations sans consentement. La contraception, sans consentement, est administrée aux femmes à l'aide de produits vétérinaires.

### Contextes législatifs
En France, l'interruption volontaire de grossesse (IVG) sera autorisée et encadrée par la loi Veil du 17 janvier 1975. La publicité pour les contraceptifs sera autorisée seulement à partir de 1987.

## Mémoire
Le sujet des avortements et stérilisations forcées à La Réunion est resté longtemps tabou et une période d'oubli a recouvert l'affaire jusqu'en 2017 et 2018,,,.

## Demande d'une commission d'enquête en 2018
En décembre 2018, une trentaine de députés demande à l'Assemblée nationale la création d'une commission d'enquête, « chargée d’examiner les cas de stérilisations ou d’avortements forcés à La Réunion dans les années 1960 et 1970, d’établir fidèlement l’ampleur des événements et l’étendue des responsabilités personnelles et institutionnelles et d’évaluer le plus précisément possible le nombre de victimes ». Des éléments « troublants ou non éclaircis » sont pointés du doigt par ces députés, dont : « la « disparition » du registre des patients de la clinique avant le début de l’instruction (empêchant l’identification de potentielles victimes) » ; « le nombre de praticiens et de responsables qui ne pouvaient pas ignorer ces pratiques » ; « la déclaration par la clinique de Saint-Benoît de 112 000 journées d’hospitalisation pour l'année 1969, correspondant à 307 lits alors que l'établissement n’avait autorisation que pour 80 lits » ; « la disparition, aux Archives de La Réunion, du dossier contenant les pièces relatives au procès en première instance »,. La proposition de résolution ainsi émise n'a pas abouti à la création de la commission spéciale et a été renvoyée à la Commission des affaires sociales,.